# Mésovortex
Un mésovortex ou méso-tourbillon est une rotation à petite échelle trouvée dans les systèmes météorologiques dominés par la convection atmosphérique tels les orages supercellulaires, les lignes de grain et le mur de l'œil des cyclones tropicaux,. Leur taille varie de moins d'un kilomètre à plusieurs dizaines et ils peuvent être extrêmement intense étant la source de phénomènes comme les tornades et les grains en arc.

## Mésovortex de cyclones tropicaux

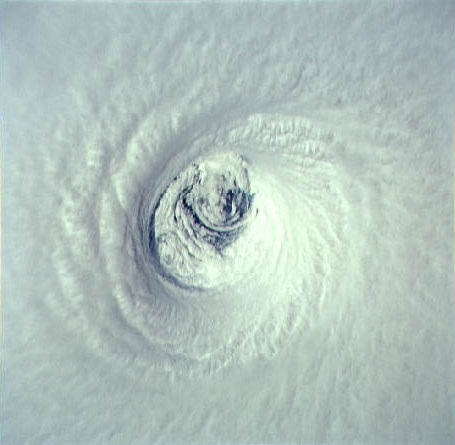
Méso-vortex dans l’œil de l'ouragan Emilia de 1994.

Les mésovortex associés au mur de l’œil d'un cyclone tropical sont similaires, en principe, à de petits tourbillons d'aspiration souvent observés dans les tornades à plusieurs vortex. Dans ces tourbillons, la vitesse du vent peut être jusqu'à 10% plus élevée que dans le reste du mur. Ils sont associés avec une réorganisation de l’œil du cyclone pendant leurs périodes d'intensification. Alors que ces vortex tournent habituellement autour du centre de basse pression, ils montrent parfois un comportement inhabituel. Ainsi, ils restent parfois stationnaires et certains ont même traversé l'œil de la tempête. Ces phénomènes ont été documentés de manière observationnelle, expérimentale et théorique.
Ces méso-vortex sont aussi un facteur important dans la formation des tornades après l'arrivée sur la côte des cyclones tropicaux en engendrant une rotation dans les orages du cyclone. Lorsque la tempête touche la côte, la friction change la direction des vents de surface ce qui crée de la convergence des vents de surface. Cette dernière peut alors étirer vers le sol le mésocyclone du nuage et ainsi générer à une activité tornadique importante.
Le 15 septembre 1989, lors des observations sur l'ouragan Hugo, l'avion chasseur d'ouragans NOAA42 a accidentellement survolé un meso-vortex, mesurant des vents de 320 km/h et a subi une force d'accélération écrasante allant de +5,8 à −3,7 G alors que le robuste Lockheed WP-3D Orion était conçu uniquement pour un maximum de +3,5 à −1 G. Les vents ont arraché la botte de dégivrage de l'hélice et ont ramené l'avion jusqu'à un périlleux 1 000 pieds (304,8 m) au-dessus du niveau de la mer.

## Mésocyclones

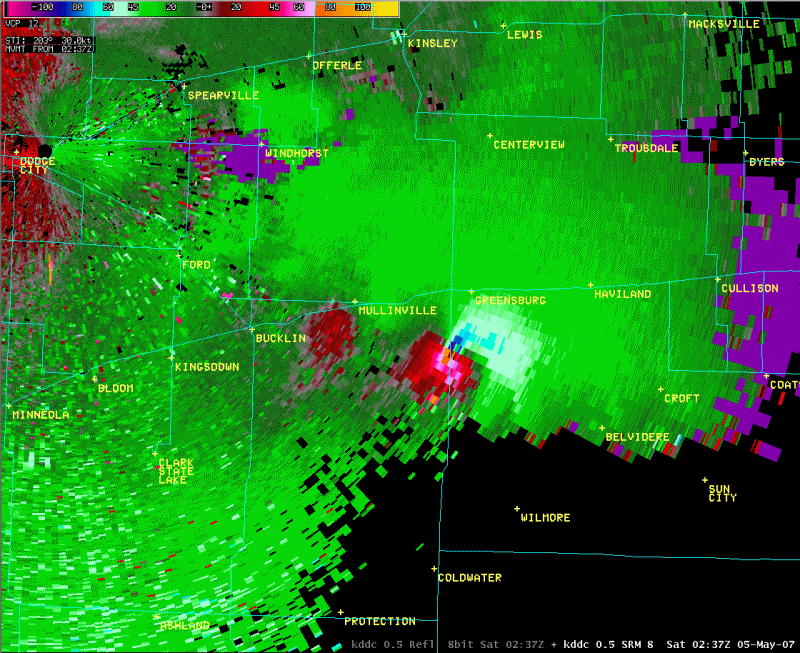
Doublet de vitesse des vents radiaux d'un radar météorologique (rouge-vert) montrant le mésocyclone lors de la tornade EF5 de Greensburg, Kansas.

Un mésocyclone est un type de mésovortex d'environ 2 à 10 km de diamètre, la méso-échelle de la météorologie, dans un orage. Il s'agit d'une rotation verticale dans le courant ascendant d'un orage. Ils se forment lorsque de forts changements de la vitesse du vent et/ou de la direction avec la hauteur (cisaillement du vent) font tourner la partie inférieure de l'atmosphère en rouleaux invisibles. Le courant ascendant convectif d'un orage incline ensuite l'axe de rotation de l'air vers le haut (de parallèle au sol à vertical) lorsqu'il passe sur l'un de ces rouleaux.
Généralement, ces rotations sont dans le sens cyclonique, soit anti-horaire dans l'hémisphère nord et horaire dans celui du sud, mais pas toujours. Les mésocyclones étant relativement localisés, ils se situent entre l'échelle synoptique (centaines de kilomètres) et la petite échelle (centaines de mètres). L'imagerie radar est utilisée pour les identifier dans les précipitations.

## Vortex de méso-échelle

Un vortex convectif de méso-échelle près de l'île de Tsu-shima où on peut voir brièvement un œil bien distinct.

Un vortex convectif à méso-échelle (VCM) est une dépression de méso-échelle à l'intérieur d'un système convectif de méso-échelle (SCM) où les vents sont en rotation autour d'un centre. Avec un cœur de 48 à 97 km de largeur et une épaisseur de 1,5 à 5 km, un VCM n'est souvent pas noté sur les cartes météorologiques standard.
Les vortex convectifs de méso-échelle sont le plus souvent détectés sur les radars météorologique et les images satellites. Ainsi, dans une ligne de grain, les VCM sont repérables au radar comme une ondulation en « tête de virgule » dans une ligne de grain en arc simple ou le long d'un arc en grain multiple (LEWP). L'implantation de mésonets sur une région permet également leur détection dans l'analyse de surface.
Un VCM peut prendre une vie propre, persistant pendant plus de 12 heures après que son SCM se soit dissipé. Ce VCM orphelin deviendra parfois ensuite le déclencheur de la prochaine éclosion d'orages. Leurs vestiges peuvent se repérer sur l'image satellite par une « zone agitée » d'activité de nuages de type cumulus qui peut devenir une zone de formation orageuse lorsqu'elle rencontre une convergence des vents. Le tourbillon peut alors augmenter le niveau d'organisation et l'intensité des orages et servir à une intensification des vents descendants convectifs qui aident à la tornadogenèse.
Lorsqu'un VCM pénètre sur les eaux tropicales, comme le golfe du Mexique, il peut aussi servir de point focal au développement d'une tempête tropicale lorsque les conditions thermodynamiques sont favorables.